# Burg Bielenstein
Die Burg Bielenstein, auch Bilenstein, Bergschloss, Fliehburg genannt, ist eine abgegangene Höhenburg bei dem Ortsteil Zell-Weierbach der Stadt Offenburg im Ortenaukreis in Baden-Württemberg.
Die Burg, vermutlich eine Fliehburg, liegt im Riedle auf dem Bürgstein (Bühlstein) bei rund 450 Meter über NN. Sie war im Besitz der Herren von Bilenstein und wurde 1524 bis 1525 zerstört. Von der ehemaligen Burganlage ist nichts erhalten.